# Воронова Гута
Воронова Гута — посёлок в Злынковском районе Брянской области, в составе Щербиничского сельского поселения. 
 Расположен в 8 км к северу от села Большие Щербиничи, в 10 км к юго-востоку от города Злынки. 
 Население — 1 человек (2010).

## История
Упоминается с XVIII века как хутор при стекольном заводе.
До 1960 года состоял в Софиевском, Барковском сельсовете; в 1960—1988 в Деменском, в 1988—2005 в Большещербиничском сельсовете.
| Годы      | 1897 | 1926 | 1979 | 1989 | 2002 | 2010 |
| --------- | ---- | ---- | ---- | ---- | ---- | ---- |
| Население | 1    | 62   | 36   | 9    | 3    | 1    |